# Olga Gil Medrano
Olga Gil Medrano (Burgos, 1956) és una catedràtica i vicerectora de relacions internacionals i cooperació de la Universitat de València.

## Trajectòria
Ha estat membre del Comitè Executiu de la Societat Matemàtica Europea (2005-2008), Membre del Comitè Científic de l'Institut de Matemàtiques de l'Acadèmia de Ciències Polonesa "Banach Center" (2006-2009) i des del 2009 és membre del Comitè Científic del Tbilissi International Center for Mathematics and Informatics, de l'Acadèmia de Ciències Naturals de Geòrgia.
Ha estat, de 2006 a 2009, presidenta de la Reial Societat Matemàtica Espanyola i, de 2008 a 2009 Presidenta del Comitè Español per la Unió Matemàtica Internacional (2008-2009), així com en l'àmbit internacional.
Des de 2010, és Catedràtica en el Departament de Geometria i Topologia de la Universitat de València, el claustre de la qual va passar a formar part l'any 1978. Doctora per la Universitat de València i de la Universitat Pierre i Marie Curie, la Olga Gil ha desenvolupat una intensa tasca d'investigació en col·laboració amb matemàtics de diversos països, centrada en l'àmbit de l'anàlisi geomètrica. És autora de l'estudi «Un món a la butxaca, la geometria plegable de Santiago Calatrava», de qui és seguidora.
Des de l'abril del 2010 fins al març de 2014 va ser vicerectora en l'equip Rectoral d'Esteban Morcillo Sanchez a la Universitat de València.